# 세계 물 포럼
세계 물 포럼(World Water Forum, WWF)은 21세기 물 문제에 대해 토론하고 그 중요성을 널리 알리기 위하여 세계 물 위원회(World Water Council) 주관으로 3년마다 개최하는 물에 관한 국제회의이다. '세계 물의 날'인 3월 22일을 전후하여 개최되며 전 세계 정부, 전문가, NGO 등이 참가하고 있다. 세계 물문제 해결을 논의하고자 세계 물 위원회(WWC)에서 제창하여 창설된 포럼으로서, 물 관련으로는 지구촌 최대의 행사로, ‘세계수자원회의’라고도 불린다. 국가 수반회의, 장관급 회의, 지역별 회의, 주제별 세션, 세계 물엑스포 등 다양한 행사들이 펼쳐진다. 제1회는 1997년 모로코의 마라케시에서 개최되었다.

## 목적
- 물 문제에 대한 정책 결정자 및 일반 대중의 인식을 높이고, 활동을 장려한다.

- 급수 및 위생에 대한 접근성 개선에 기여하고, 밀레니엄 개발 목표 달성을 위한 진척상황 보고한다.[3][4]

- 물 문제에 대한 비전공유와 개발, 새로운 파트너쉽 개발, 다양한 조직과 개인 간의 협력과 행동을 위한 길을 마련할 기회를 제공한다.

- 물 문제 및 해결책에 대한 미디어의 관심을 장려한다.

## 구성
- 세션과 패널의 형태로 실질적인 논의를 제공하는 주제 프로그램.

- 선출직 공무원(지방당국, 국회의원, 장관)과 토론할 기회를 제공하고 다양한 성명 및 약속을 도출하는 정치적 과정.

- 세계 모든 지역의 물에 대한 관점을 제공하는 지역 프로세스.

- 모든 이해관계자들이 그들의 공헌을 보여줄 수 있는 공간을 제공하는 박람회 및 엑스포.

## 행사 약사
- 1997년 : 1차 세계물포럼 회의 (모로코 마라케시)
  - 63개국의 5000여 명이 참가한 가운데 '마라케시 선언'을 채택했다.[1]
- 2000년 : 2차 세계물포럼 회의 (네덜란드 헤이그)
  - 156개국 5700여 명이 참가했으며, 세계의 물현황과 25년 후 모습 및 대처 방안을 검토한 '세계 물비전'이 발표되었다.[5] 지속 가능한 수자원 관리를 통한 생태계 보전을 다짐하는 '헤이그 선언'을 채택했다.[1]
- 2003년 : 3차 세계물포럼 회의 (일본 교토)
- 2005년 2월 : 한국물포럼 준비위원회 설립
- 2005년 5월 ~ 2006년 1월 : 4차례 한·중·일 회의
- 2006년 3월 : 제4차 세계물포럼 회의 (멕시코)
  - 건설교통부 차관을 수석대표로 30여명의 정부대표단 참여(총 70여명 참가)
  - 각료선언문 채택 : 지역사회의 물관련 활동 유도
  - 한·중·일 3국 공동세션 주관, 정부 공동 홍보 부스 운영(Expo)
  - 수석대표 : 각료회의, 아-태 장관급회의, 한·일 한·중·일 회의 참석
  - 한·일 공동세션 주관, 각종 세션 참가
- 2009년 3월 : 5차 세계물포럼 회의 (터키 이스탄불)
  - 세계 192개국 정부 부처와 기업, 지자체, 전문가, 시민단체 등 2만 5000여 명이 참가했다. 이 포럼에서는 '지방자치단체가 물과 위생에 대해 책임감을 갖고 정책을 세워 추진한다’는 내용의 이스탄불 선언문을 채택했다.
- 2012년 3월 : 6차 세계물포럼 회의 (프랑스 마르세유)
- 2015년 4월 : 7차 세계물포럼 회의 (대한민국 대구·경북)[6]
  - 대회의 성공적인 개최를 기원하고, 안동을 물산업 비즈니스 관광의 중심지로 육성하기 위해서 수원 공사에서 '세계 물포럼 기념센터'를 건립했다. 2015년 4월 10일날 개관식이 진행되었고[7] 위치는 경북 안동시 성곡동에 있다. 안동댐 입구 대지 43,665㎡, 연면적 2,552㎡ 규모에 세계물포럼 기념센터, 수천루, 수천각, 생명의 못, 기념정원, 치유의 숲이 들어서 있다.[8][9]
  - 12일 오후 2시 대구 엑스코(EXCO)에서 ‘제7차 세계물포럼’ 개막식 행사 도중 박근혜 대통령 등 각국 주요 참석자들이 행사 시작을 알리는 ‘자격루 줄당기기’ 퍼포먼스를 하던 중 나무로 만든 높이 2m짜리 구조물이 넘어지는 사고가 발생했다. 계획대로라면 개막식 축사를 마친 박근혜 대통령과 각국 주요 인사들이 자격루에 연결한 줄을 당기면 구조물 상단에 있는 항아리에 담긴 물이 아래로 흘러내리는 등 과정을 거쳐 개막을 알리는 북소리가 울려퍼져야 했다.

- 2018년 3월 : 8차 세계물포럼 회의 (브라질, 브라질리아)

- 2022년 3월 : 제9차 세계물포럼 회의는 2021년에 개최될 예정이었으나, COVID-19 대유행으로 인해 연기되었다. 개최 장소는 서아프리카 세네갈의 다카르 아레나이다. 온라인이 아닌 오프라인 행사를 진행하였다.

## 같이 보기
- 세계 물의 날
- 가상수